# Сан Мауро Ла Брука
Сан Мауро Ла Брука (итал. San Mauro La Bruca) је насеље у Италији у округу Салерно, региону Кампанија.
Према процени из 2011. у насељу је живело 430 становника. Насеље се налази на надморској висини од 426 м.

## Становништво
| 1931. | 1936. | 1951. | 1961. | 1971. | 1981. | 1991. | 2001. | 2011. |
| ----- | ----- | ----- | ----- | ----- | ----- | ----- | ----- | ----- |
| 916   | 1.029 | 1.188 | 1.196 | 1.168 | 1.027 | 939   | 768   | 653   |